# Hardy Gröger

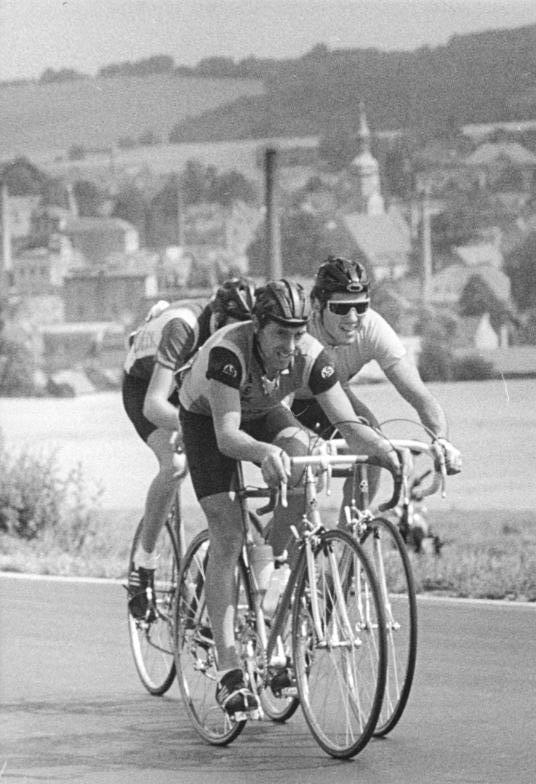
Hardy Gröger auf einer Etappe der Sachsentour 1988

Hardy Gröger (* 31. Mai 1959) ist ein ehemaliger deutscher Radsportler.

## Sportliche Laufbahn
Gröger war in der DDR und nach der politischen Wende in der Bundesrepublik aktiv. Er begann mit 14 Jahren bei der BSG Motor Hainichen mit dem Radsport. Für diese Gemeinschaft startend wurde er 1976 DDR-Meister der Jugend A im Querfeldeinrennen. Nach einigen Erfolgen wurde er mit 16 Jahren zum SC Karl-Marx-Stadt delegiert. Als sich nach einem Jahr gesundheitliche Probleme einstellten, wurde er wieder „ausdelegiert“ und startete nach einiger Rehabilitationszeit wieder für seinen ehemaligen Verein. Nachdem er wieder in den Wettkampfsport eingestiegen war und mehrmals seine ehemaligen Klubkameraden besiegt hatte, wurde man bei ASK Vorwärts Frankfurt an der Oder auf ihn aufmerksam, und er wechselte mit 19 Jahren dorthin.
Von 1980 bis 1989 gehörte Gröger der DDR-Straßennationalmannschaft an. Er gewann 1983 die Portugal-Rundfahrt, zweimal den Rumänien-Cup, holte Etappensiege bei der Kuba-Rundfahrt, der Jugoslawien-Rundfahrt, der Rumänien-Rundfahrt, der Bulgarien-Rundfahrt und bei nationalen Etappenrennen. Vordere Plätze bei Landesrundfahrten belegte er 1986 als Zweiter der DDR-Rundfahrt, Zweiter der Tour de Bohemia 1984, Zweiter der Kuba-Rundfahrt 1983 (1985 wurde er dort Dritter) oder auch als Siebter der Colorado-Rundfahrt 1983. 1979 hatte er die Oder-Rundfahrt gewonnen. 1982 wurde er Zweiter der Thüringen-Rundfahrt. Dazu kamen viele weitere gute Platzierungen bei internationalen Rundfahrten.
Auf nationaler Ebene ragen seine Siege beim Sachsenring-Rennen 1984 und Rund um die Landeskrone 1984 heraus. Bei Rund um das Muldental war er 1984 erfolgreich. Dazu kamen Siege bei mehreren kleineren Etappenfahrten in der DDR. Einen DDR-Meistertitel errang er 1985 auf der Bahn der Berliner Werner-Seelenbinder-Halle mit der Mannschaft des ASK Vorwärts in der Mannschaftsverfolgung bei den DDR-Hallenmeisterschaften. Podiumsplatzierungen bei DDR-Meisterschaften erreichte er im Bergzeitfahren 1981 (Dritter), im Mannschaftszeitfahren 1982 und 1985 (jeweils Zweiter), 1986 (Dritter). Er galt als mannschaftsdienlicher und loyaler Fahrer, der häufig eigene Ambitionen zu Gunsten seiner Kapitäne in der Nationalmannschaft zurück stellte. Dennoch wurde er nie für die Internationale Friedensfahrt oder UCI-Straßen-Weltmeisterschaften nominiert. Als Grund dafür sah er seine Weigerung, Mitglied der SED zu werden. Gröger errang in seiner Laufbahn rund 100 Siege. Nach 1989 wurde er Berufsfahrer und startete für zwei Jahre für ein kleineres portugiesisches Team. 1991 beendete er aus gesundheitlichen Gründen seine Laufbahn und kehrte nach Chemnitz zurück, wo er noch einmal für einige Zeit das Team der RG Chemnitz verstärkte und bei Rennen der Rad-Bundesliga antrat.

## Berufliches
In Chemnitz arbeitete Hardy Gröger nach dem Karriereende zunächst als Trainer. Dort war er maßgeblich am Aufbau der Bundesliga-Mannschaft und des Frauen-Teams beteiligt, er arbeitete auch schon als Betreuer im Radsport. Für beide Chemnitzer Teams kam 1994 das finanzielle Aus. Gröger arbeitete danach in einem Autohaus und absolvierte zudem ein Studium als Diplom-Sozialpädagoge. Nach dem Abschluss war er als Sozialarbeiter tätig, aber bei vielen Gelegenheiten auch als Betreuer im Radsport aktiv. Seit 2008 arbeitete er auch immer wieder ereignisbezogen als Betreuer für den Bund Deutscher Radfahrer (BDR), so auch bei den UCI-Bahn-Weltmeisterschaften 2018 in Apeldoorn.

## Familiäres
Hardy Gröger lebt in Frankenberg. Er ist geschieden und hat einen Sohn.